# آدریانو مونتالتو
آدریانو مونتالتو (انگلیسی: Adriano Montalto؛ زادهٔ ۶ آوریل ۱۹۸۸) بازیکن فوتبال اهل ایتالیا است.
از باشگاه‌هایی که در آن بازی کرده‌است می‌توان به باشگاه فوتبال تراپانی، باشگاه فوتبال آسکولی، باشگاه فوتبال مسینا، باشگاه فوتبال سالرنیتانا، و باشگاه فوتبال لاتینا اشاره کرد.